# Camille Plubeau
Camille Plubeau (né à Auxelles-Haut le 6 janvier 1910, mort le 15 mars 1998 à Antibes) est un As de l'aviation français de la Seconde Guerre mondiale.
Après la campagne de France de 1940 au cours de laquelle il obtient 14 victoires au sein du GC I/4, il est muté en Afrique du Nord. Il volait sur Curtiss H-75 A-2.

## Biographie
Camille Plubeau nait le 6 janvier 1910 à Auxelles-Haut. Il entre le 14 mars 1929 à l'école de pilotage Morane d'Angers, dont il ressort cinq mois plus tard avec son brevet de pilote. Il part pour Istres afin d'effectuer son stage de perfectionnement. Bien que souhaitant servir dans l'aviation de reconnaissance, au vu de ses résultats son commandant l'oriente vers la chasse.
De décembre 1929 à juin 1932, il sert au 34e régiment d'aviation mixte du Bourget. Il part ensuite pour le Maroc où il est affecté à la 9e escadrille du 37e régiment d'aviation d'observation. En avril 1935, il est affecté au groupe de chasse I/5 basé à Lyon. Puis en mai 1939 il rejoint le groupe de chasse II/4 de Reims.
En août, en prévision des combats, son escadrille, la SPA 155 « Petit Poucet » équipée de Curtiss H.75 est déployée à Xaffévillers dans les Vosges. De septembre 1939 à juin 1940, obtient 14 victoires en combat aérien devenant « l'As des Petit Poucet ». Mais, le 9 juin, Camille Plubeau, alors sous-lieutenant, est surpris par un Messerschmitt Bf 109 au-dessus de Rethel. Il est alors brûlé au 3e degré et évacué sur Bordeaux. Souhaitant continuer le combat, il arrive à Alger en août 1940 puis est affecté au GC I/5 à Rabat.
Lors du débarquement en Afrique du Nord, il combat contre la flotte anglo-américaine et le 9 novembre 1942 il est obligé d'effectuer un atterrissage forcé après un combat contre des F4F. En mai 1943 il est affecté au GC II/5 Lafayette et participe à la fin de la campagne de Tunisie. Il rejoint ensuite son unité, rebaptisé GC I/5 Champagne et rééquipée de Bell P-39N. Il effectue alors des missions de protection des convois alliés en Méditerranée.
En février 1944, il prend le commandement d'une escadrille de l'école de chasse de Meknès. Il est promu capitaine en septembre 1944. Du 20 novembre 1944 au 22 janvier 1945, il est à la tête de la 2e escadrille du GC 2/9 Auvergne basé à Réghaïa et équipée de P-39Q. Le 1er juillet 1945, il prend le commandement du Groupe aérien d'entraînement et de liaison no 87 (GAEL 87), d'abord basé au Bourget puis à Villacoublay. 
Il prend sa retraite du service actif le 1er octobre 1946 après avoir été promu commandant. Il totalise alors 18 victoires sûres ou probables dont certaines en coopération et 155 missions de guerre. Camille Plubeau est rayé des cadres le 30 décembre 1957 avec le grade de lieutenant-colonel de réserve.
Il décède le 13 mars 1998 à Antibes.

## Distinctions
- Grand officier de la Légion d'honneur[4]
- Médaille militaire (1938)
- Croix de guerre 1939–1945 ([3])